# Kévin Zohi
Kévin Lucien Zohi (Lopou, 18 agosto 1997) è un calciatore ivoriano naturalizzato maliano, attaccante del Torreense.

## Carriera

### Club
Nato in Costa d'Avorio, ha cominciato a giocare per strada all'età di cinque anni, prima di arrivare nel 2010 alla JMG Academy di Bamako. Trasferitosi in seguito al Real Bamako, nel gennaio del 2017, dopo un periodo di prova al Nizza, viene tesserato dallo Strasburgo.
Ha esordito con il club alsaziano il 23 febbraio 2018, nella partita di Ligue 1 pareggiata per 0-0 contro il Montpellier.
Il 23 luglio 2021 viene acquistato dal Vizela.
Il 1° settembre 2023 si trasferisce al Sochaux.
Il 28 giugno 2024 viene acquistato dal Laval.
L'1 agosto 2025 viene acquistato dal Torreense.

### Nazionale
Ha giocato nella nazionale maliana Under-20.
Nel 2020 ha giocato una partita con la nazionale maggiore maliana.

## Statistiche

### Presenze e reti nei club
Statistiche aggiornate al 20 marzo 2023.
| Stagione          | Squadra           | Campionato        | Campionato | Campionato | Coppe nazionali | Coppe nazionali | Coppe nazionali | Coppe continentali | Coppe continentali | Coppe continentali | Altre coppe | Altre coppe | Altre coppe | Totale | Totale |
| Stagione          | Squadra           | Comp              | Pres       | Reti       | Comp            | Pres            | Reti            | Comp               | Pres               | Reti               | Comp        | Pres        | Reti        | Pres   | Reti   |
| ----------------- | ----------------- | ----------------- | ---------- | ---------- | --------------- | --------------- | --------------- | ------------------ | ------------------ | ------------------ | ----------- | ----------- | ----------- | ------ | ------ |
| 2017-2018         | Strasburgo        | L1                | 1          | 0          | CF+CdL          | 0               | 0               | -                  | -                  | -                  | -           | -           | -           | 1      | 0      |
| 2018-2019         | Strasburgo        | L1                | 20         | 1          | CF+CdL          | 2+4             | 1+0             | -                  | -                  | -                  | -           | -           | -           | 26     | 2      |
| 2019-2020         | Strasburgo        | L1                | 17         | 1          | CF+CdL          | 3+2             | 3+0             | EL                 | 5                  | 2                  | -           | -           | -           | 27     | 6      |
| 2020-2021         | Strasburgo        | L1                | 23         | 2          | CF              | 0               | 0               | -                  | -                  | -                  | -           | -           | -           | 23     | 2      |
| Totale Strasburgo | Totale Strasburgo | Totale Strasburgo | 61         | 4          |                 | 11              | 4               |                    | 5                  | 2                  |             | -           | -           | 77     | 10     |
| 2021-2022         | Vizela            | PL                | 25         | 0          | CP+CdL          | 2+0             | 0               |                    | -                  | -                  | -           | -           | -           | 27     | 0      |
| 2022-2023         | Vizela            | PL                | 17         | 2          | CP+CdL          | 2+3             | 1+0             |                    | -                  | -                  | -           | -           | -           | 22     | 3      |
| Totale Vizela     | Totale Vizela     | Totale Vizela     | 42         | 2          |                 | 7               | 1               |                    | -                  | -                  |             | -           | -           | 49     | 3      |
| Totale carriera   | Totale carriera   | Totale carriera   | 110        | 6          |                 | 18              | 5               |                    | 5                  | 2                  |             | -           | -           | 126    | 13     |

## Palmarès

### Club

#### Competizioni nazionali
- Coppa di Lega francese: 1

Strasburgo: 2018-2019